# Hutian-Brennofen
Der Hutian-Brennofen (湖田窑,  Hútián yáo, englisch Hutian kiln) war ein Keramikbrennofen im Dorf Hutian der Großgemeinde Jingcheng des Stadtbezirks Changjiang von Jingdezhen in der chinesischen Provinz Jiangxi. Es handelt sich um einen der berühmtesten Brennöfen der chinesischen „Porzellan-Hauptstadt“ (瓷器都,  ciqi du).
Er produzierte seit der Zeit der Fünf Dynastien (907–960), über die Zeit der Song-Dynastie (960–1279) und Yuan-Dynastie (1271–1368) und stellte seine Produktion Mitte der Ming-Dynastie ein.
Die Stätte des alten Brennofens von Hutian (湖田古瓷窑址,  Hútián gǔ cíyáo zhǐ, englisch Hutian ancient kiln site) steht seit 1982 auf der Liste der Denkmäler der Volksrepublik China (2-53).
Die Produktionsstätte ist berühmt für ihr bläulich-weiß glasiertes Porzellan, eierweiß glasiertes Porzellan sowie ihr blaues und weißes Porzellan (Yuan-Zeit).
Chen Wanli vom Palastmuseum Peking hat die Stätte in den 1950er Jahren untersucht, eine weitere Untersuchung fand in den 1970er Jahren durch das Jingdezhen-Museum für Keramikgeschichte statt, denen weitere Untersuchungen unter Beteiligung des Instituts für Kulturgegenstände und Archäologie der Provinz Jiangxi folgten.